# Liga de Grecia de waterpolo masculino
La Liga de Grecia de waterpolo masculino, conocida actualmente como A1 Ethniki, es la competición más importante de waterpolo entre clubes griegos. Se celebra desde 1927 y está organizada por la Federación Griega de natación.
El campeonato ha tenido diferentes nombres:
- 1923, 1927, 1928: Competiciones de natación panhelénicas
- de 1927-28 a 1965-66: Campeonato Panhellenic
- de 1966-67 a 1985-86: A Ethniki
- de 1986-87 a la actualidad: A1 Ethniki

Los campeonatos de waterpolo de los años 1923, 1926 y 1927 formaron parte de los Juegos Panhelénicos de Natación, organizados entonces por la Asociación de Clubes de Gimnasia Griega (SEGAS). El primer campeonato, en 1923, lo ganó el Piraicos Syndesmos.

El equipo con más campeonatos es el Olympiakos Pireo con 39, seguido del Ethnicos Pireo con 38.

El equipo con más campeonatos consecutivos es el Ethnicos con 18 (1953-1959) y 14 (1972-1985), seguido del Olympiakos con 13 (2013-2025). La rivalidad inicial fue entre los dos equipos de El Pireo con el Ethnikos dominando, pero desde 1990 ha sido entre Olympiakos Pireo y NO Vouliagmeni, aunque el Olympiacos desde entonces sigue siendo la fuerza dominante en el waterpolo griego.

## Historial
Estos son los ganadores de liga:
| - 1922-23: Piraicos Syndesmos - 1925-26: Ethnicos Pireo - 1926-27: Olympiacos Pireo - 1927-28: Aris Salónica - 1928-29: Aris Salónica - 1929-30: Aris Salónica - 1930-31: Ethnicos Pireo - 1931-32: Aris Salónica - 1932-33: Olympiacos Pireo - 1933-34: Olympiacos Pireo - 1934-35: NO Patras - 1935-36: Olympiacos Pireo - 1936-37: NO Patras - 1937-38: NO Patras - 1938-39: NO Patras - 1939-40: NO Patras - 1940-44: no celebrada debido a la Segunda Guerra Mundial - 1944-45 NO Patras - 1945-46 NO Patras | - 1946-47 Olympiacos Pireo - 1947-48 Ethnicos Pireo - 1948-49 Olympiacos Pireo - 1949-50 NO Patras - 1950-51 Olympiacos Pireo - 1951-52 Olympiacos Pireo - 1952-53 Ethnicos Pireo - 1953-54 Ethnicos Pireo - 1954-55 Ethnicos Pireo - 1955-56 Ethnicos Pireo - 1956-57 Ethnicos Pireo - 1957-58 Ethnicos Pireo - 1958-59 Ethnicos Pireo - 1959-60 Ethnicos Pireo - 1960-61 Ethnicos Pireo - 1961-62 Ethnicos Pireo - 1962-63 Ethnicos Pireo - 1963-64 Ethnicos Pireo - 1964-65 Ethnicos Pireo - 1965-66 Ethnicos Pireo - 1966-67 Ethnicos Pireo | - 1967-68 Ethnicos Pireo - 1968-69 Ethnicos Pireo - Olympiacos Pireo - 1969-70 Ethnicos Pireo - 1970-71 Olympiacos Pireo - 1971-72 Ethnicos Pireo - 1972-73 Ethnicos Pireo - 1973-74 Ethnicos Pireo - 1974-75 Ethnicos Pireo - 1975-76 Ethnicos Pireo - 1976-77 Ethnicos Pireo - 1977-78 Ethnicos Pireo - 1978-79 Ethnicos Pireo - 1979-80 Ethnicos Pireo - 1980-81 Ethnicos Pireo - 1981-82 Ethnicos Pireo - 1982-83 Ethnicos Pireo - 1983-84 Ethnicos Pireo - 1984-85 Ethnicos Pireo - 1985-86 ANO Glyfada - 1986-87 ANO Glyfada | - 1987-88 Ethnicos Pireo - 1988-89 ANO Glyfada - 1989-90 ANO Glyfada - 1990-91 NO Vouliagmeni - 1991-92 Olympiacos Pireo - 1992-93 Olympiacos Pireo - 1993-94 Ethnicos Pireo - 1994-95 Olympiacos Pireo - 1995-96 Olympiacos Pireo - 1996-97 NO Vouliagmeni - 1997-98 NO Vouliagmeni - 1998-99 Olympiacos Pireo - 1999-00 Olympiacos Pireo - 2000-01 Olympiacos Pireo - 2001-02 Olympiacos Pireo - 2002-03 Olympiacos Pireo - 2003-04 Olympiacos Pireo - 2004-05 Olympiacos Pireo - 2005-06 Ethnicos Pireo - 2006-07 Olympiacos Pireo - 2007-08 Olympiacos Pireo | - 2008-09 Olympiacos Pireo - 2009-10 Olympiacos Pireo - 2010-11 Olympiacos Pireo - 2011-12 NO Vouliagmeni - 2012-13 Olympiacos Pireo - 2013-14 Olympiacos Pireo - 2014-15 Olympiacos Pireo - 2015-16 Olympiacos Pireo - 2016-17 Olympiacos Pireo - 2017-18 Olympiacos Pireo - 2018-19 Olympiacos Pireo - 2019-20 Olympiacos Pireo - 2020-21 Olympiacos Pireo - 2021-22 Olympiacos Pireo - 2022-23 Olympiacos Pireo - 2023-24 Olympiacos Pireo - 2024-25 Olympiacos Pireo |

## Palmarés
| Títulos | Club                  | Temporadas |
| ------- | --------------------- | --- |
| 39      | Olympiacos S.F. Pireo | 1927, 1933, 1934, 1936, 1947, 1949, 1951, 1952, 1969*, 1971, 1992, 1993, 1995, 1996, 1999, 2000, 2001, 2002, 2003, 2004, 2005, 2007, 2008, 2009, 2010, 2011, 2013, 2014, 2015, 2016, 2017, 2018, 2019, 2020, 2021, 2022, 2023, 2024, 2025 |
| 38      | Ethnicos O.F. Pireo   | 1926, 1931, 1948, 1953, 1954, 1955, 1956, 1957, 1958, 1959, 1960, 1961, 1962, 1963, 1964, 1965, 1966, 1967, 1968, 1969*, 1970, 1972, 1973, 1974, 1975, 1976, 1977, 1978, 1979, 1980, 1981, 1982, 1983, 1984, 1985, 1988, 1994, 2006       |
| 8       | NO Patras             | 1935, 1937, 1938, 1939, 1940, 1945, 1946, 1950 |
| 4       | Aris Salónica         | 1928, 1929, 1930, 1932 |
| 4       | ANO Glyfada           | 1986, 1987, 1989, 1990 |
| 4       | NO Vouliagmeni        | 11991,1997, 1998, 2012 |
| 1       | Piraicos Syndesmos    | 1923 |

## Apariciones en A Ethniki (1967―2025)
| Apariciones | Club                         |
| ----------- | ---------------------------- |
| 59          | Olympiacos SF Pireo          |
| 57          | Ethnicos OF Pireo            |
| 50          | NO Quíos                     |
| 47          | Panathinaikos                |
| 46          | NO Patras                    |
| 45          | NO Vouliagmeni               |
| 45          | ANO Glyfada                  |
| 37          | AO Paleo Faliro              |
| 30          | PAOK Salónica                |
| 29          | NO Canea                     |
| 25          | Panionios GSS Atenas         |
| 16          | Iraklis Salónica             |
| 16          | NAO Kerkyra (Corfú)          |
| 14          | NO Volos/NOVA                |
| 13          | NO Calamaki                  |
| 11          | NO Ydraikos Hidra            |
| 10          | Aris Salónica                |
| 8           | OF Thalassis Salónica        |
| 8           | Apollon Smyrnis Atenas       |
| 7           | NO Calcis                    |
| 7           | Ilisiakos AO Atenas          |
| 6           | Poseidon Ilision Atenas      |
| 6           | GS Peristeri                 |
| 6           | NE Patras                    |
| 5           | ENO Egyptioton Atenas        |
| 5           | AEK Atenas                   |
| 3           | NO Argostoli                 |
| 3           | AO Nireas Chalandri (Atenas) |
| 3           | NO Mitilene                  |
| 3           | GNO Aris Níkea Pireo         |
| 3           | NO Larisa                    |
| 2           | GS Nireas Lamía              |
| 2           | GS Heliópolis                |
| 2           | OYK Volos                    |
| 1           | OFI Herakleion               |
| 1           | Fénix Pireo                  |